# Urgul
Urgul (occitanska: Orgulh) är en udde i Spanien.   Den ligger i regionen Baskien, i den norra delen av landet, 400 km norr om huvudstaden Madrid.
Terrängen inåt land är kuperad söderut, men åt nordost är den platt. Havet är nära Urgul åt nordväst.Runt Urgul är det tätbefolkat, med 383 invånare per kvadratkilometer. Närmaste större samhälle är San Sebastián, 1,8 km sydost om Urgul. Omgivningarna runt Urgul är en mosaik av jordbruksmark och naturlig växtlighet.